# Julien d'Alexandrie
Pour les articles homonymes, voir Julien (prénom).
Julien d'Alexandrie est le 11e patriarche d'Alexandrie de 178 à 188 A.D.

## Contexte
Julien est désigné comme Patriarche le 9e jour de Baramhat (178 A.D.) Selon les Bollandistes il succède à Agrippin. Eusèbe de Césarée qui fait l'éloge de sa vertu et de son savoir relève sa mort la 10e année de Commode soit en 188 -189  A.D. Les Egyptiens la datent du 8e jour de Baramhat soit le 3 mars 188. C'est vers la fin de son épiscopat que le prêtre et catéchiste Pantenus va en mission en Ethiopie 